# نيكولاوس زايزندورف
نيكولاوس لودفيغ فون زايزندورف أوند بوتندورف (بالألمانية: Nikolaus Ludwig von Zinzendorf und Pottendorf) هو مصلح ديني واجتماعي ألماني وبطريرك الكنيسة المورافية ولد في يوم 26 مايو 1700 في مدينة دريسدن وكان أصله ينحدر من النمسا السفلى.
ولد في دريزدين، تأثّر زايزندورف بالمشاعر القوية والعنيفة في أغلب الأحيان، وهو حرّك كلا بسهولة بالحزن والبهجة. هو كان خطيب طبيعي، ومع ذلك لباسه كان بسيط ظهوره الشخصي أعطى انطباع الامتياز والقوة. مشاريعه أسأت فهم في أغلب الأحيان. في 1736 هو أبعد من سكسونيا، لكن في سنة 1749 الحكومة أبطلت مرسومها وإستجداه للتأسيس ضمن مستوطنات سلطته القضائية الأكثر يحبّ ذلك في هيرنهوت. هو محيى كa كاتب ترانيم و أحدث ثانية من الكنيسة بالكنيسة اللوثرية الإنجيلية في أمريكا على تقويمهم من القديسين وعلى التقويم الطقوسي للكنيسة الكنسية (الولايات المتحدة الأمريكية) في 10 مايو/مايس، توفي في يوم 9 مايو 1760.

## روابط خارجية
- نيكولاوس زايزندورف على موقع الموسوعة البريطانية (الإنجليزية)
- نيكولاوس زايزندورف على موقع ميوزك برينز (الإنجليزية)
- نيكولاوس زايزندورف على موقع ديسكوغز (الإنجليزية)